# Lukas Beckmann

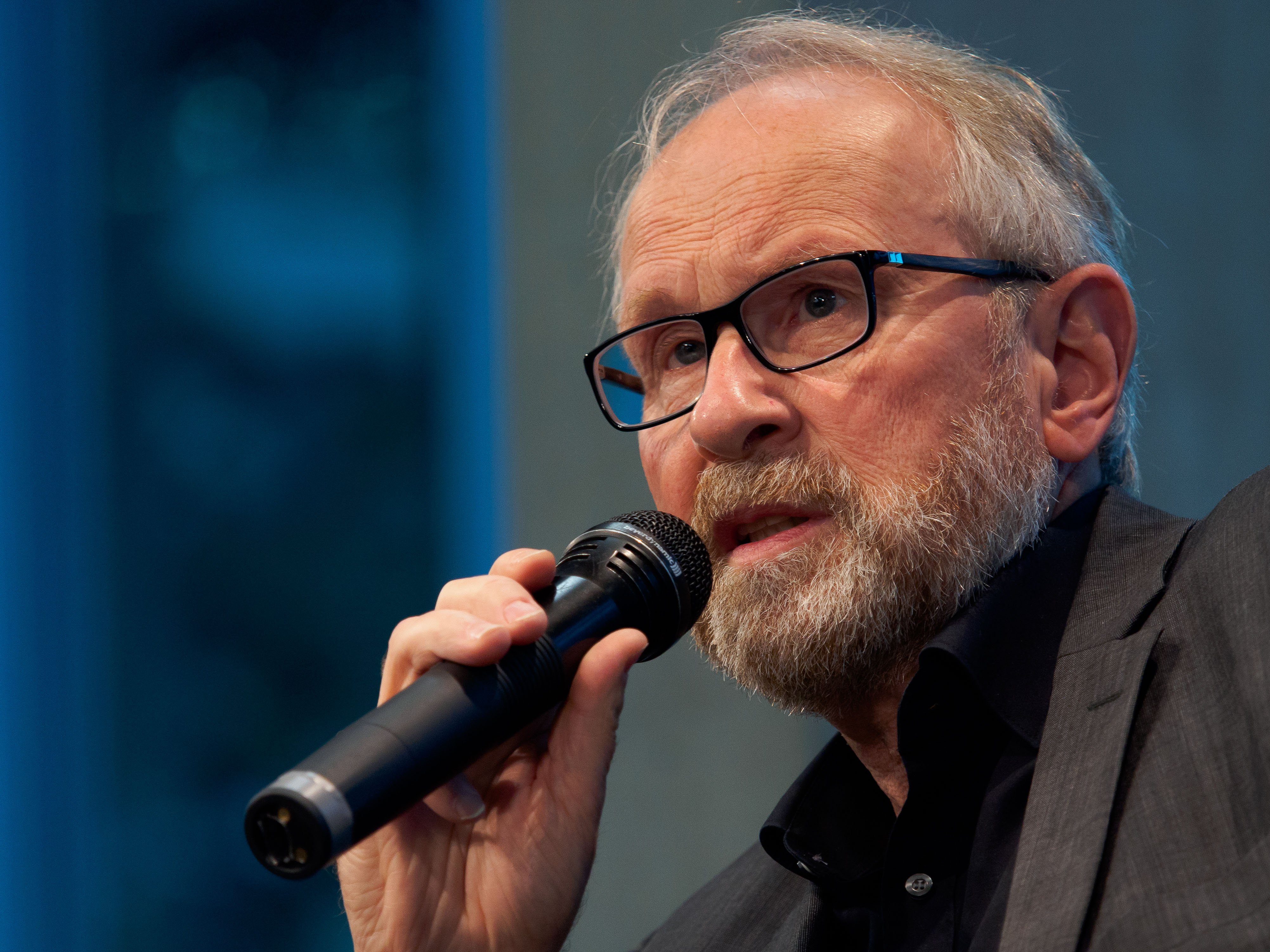
Lukas Beckmann 2015

Lukas Beckmann (* 14. September 1950 in Hilten, heute Neuenhaus, Niedersachsen) ist ein ehemaliger deutscher Politiker von Bündnis 90/Die Grünen und war von 1991 bis 2010 Fraktionsgeschäftsführer von Bündnis 90/Die Grünen im Deutschen Bundestag. Von 2011 bis 2017 war er Vorstandsmitglied der GLS Treuhand e. V. und der GLS Bank Stiftung. Zu seinen Aufgaben gehörte u. a. die gesellschaftspolitische Weiterentwicklung des Schenkungs- und Stiftungswesens.

## Leben
Beckmann wuchs in Wilsum an der Grenze zu den Niederlanden auf als Sohn einer Landwirtin und eines Landwirts, machte eine landwirtschaftliche Lehre und arbeitete zunächst als Landwirt auf dem elterlichen Hof. Seine Hochschulreife holte er über den zweiten Bildungsweg am Westfalen-Kolleg in Bielefeld nach und studierte von 1973 bis 1978 Soziologie mit Schwerpunkt Entwicklungssoziologie an den Universitäten Bielefeld und Bonn. Mit einer Diplomarbeit über den Begriff der Arbeit aus der Sicht anthroposophisch orientierter Sozialwissenschaft  schloss er 1978 das Studium an der Bielefelder Fakultät für Soziologie als Diplomsoziologe ab.
In den 1970er Jahren war Beckmann in Umwelt- und Dritte-Welt-Gruppen sowie in der christlichen Jugendarbeit aktiv und engagierte sich für Amnesty International. 1978 gehörte er zu den Initiatoren der Bunten Liste Bielefeld. Er arbeitete mit Joseph Beuys in der 1972 gegründeten Freien Internationalen Universität zusammen und eröffnete mit ihm ein Büro in der Düsseldorfer Kunstakademie. Am 17./18. März 1979 war er Mitgründer der Grünen nach europäischem Wahlrecht. 1980 zählte er zu den Initiatoren des Koordinierungsausschusses der Friedensbewegung. 
1979 – noch vor der Gründung der grünen Partei nach deutschem Wahlrecht – übernahm er als hauptamtlicher Bundesgeschäftsführer der SPV die Grünen den Europawahlkampf. Die Position des Bundesgeschäftsführers behielt er nach der Umwandlung in eine politische Partei von 1980 bis 1984 bei.

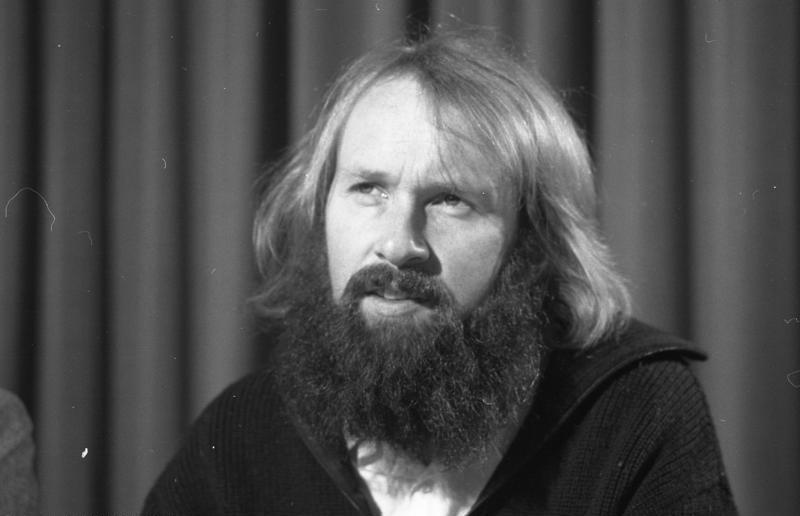
Lukas Beckmann 1983

Am 12. Mai 1983 enthüllten Lukas Beckmann, Petra Kelly, Gert Bastian, Roland Vogt und Gabriele Potthast auf dem Alexanderplatz in Ost-Berlin zwei Transparente mit den Aufschriften „Die Grünen – Schwerter zu Pflugscharen“ und „Die Grünen – Jetzt anfangen: Abrüstung in Ost + West“, um für eine Abrüstung in Ost wie West zu demonstrieren und gleichzeitig die unabhängige Friedensbewegung in der DDR zu unterstützen. Auch danach pflegte Beckmann engen Kontakt mit der DDR-Opposition, was auf heftigen Widerstand innerhalb der Grünen Partei stieß, nicht nur beim später als Mitarbeiter der Stasi enttarnten Dirk Schneider. Später (1984) hatte er sich mit fünf weiteren Grünen in Ankara angekettet, um gegen die türkische Militärregierung und deren Unterstützung durch die Bundesregierung zu protestieren, 1985 organisierte er eine zweitägige Besetzung der deutschen Botschaft in Pretoria und kettete sich dort mit sieben weiteren an, um gegen die Apartheid und die Unterstützung des Regimes von deutscher Seite zu demonstrieren.
Von 1984 bis 1987 war er zusammen mit Jutta Ditfurth und Rainer Trampert einer der drei gleichberechtigten Bundesvorstandssprecher der Partei. Beckmann bildete zusammen mit Eva Quistorp, Norbert Kostede, Helmut Wiesenthal und Brigitte Berthold in der von Flügelkämpfen geprägten Partei ein wertkonservatives, realpolitisches Gegengewicht zur fundamentalistischen Radikalökologin Ditfurth und dem Ökosozialisten Trampert. Seine Arbeit als Bundesvorstandssprecher verrichtete Beckmann ehrenamtlich und lebte in dieser Zeit von Arbeitslosengeld. Als er 1987 eine Koalition mit der CDU als machtpolitische Alternative ins Spiel brachte, geriet er unter starken innerparteilichen Druck und verzichtete auf eine erneute Kandidatur. Die Position als Bundesvorstandssprecher war das einzige parteiinterne Wahlamt, das Beckmann je innehatte.
Unmittelbar nach der Atomkatastrophe von Tschernobyl im April 1986 gründete Beckmann die Initiative „Volksentscheid gegen Atomanlagen“, einem Vorläufer des 1988 gegründeten Vereins Mehr Demokratie, dessen Kuratorium er angehört. Wenige Monate später bereitete er die Gründung einer parteinahen Stiftung vor und arbeitete bis 1991 als Gründungsgeschäftsführer der Heinrich-Böll-Stiftung in Köln.
1991 wurde er der Geschäftsführer der Bündnis-90-Fraktion im Deutschen Bundestag (Bundestagsgruppe mit acht ostdeutschen Abgeordneten). Nachdem Bündnis 90/Die Grünen als gesamtdeutsche Partei bei der Bundestagswahl 1994 den Wiedereinzug in den Deutschen Bundestag als Fraktion schafften, wurde Beckmann erneut als Fraktionsgeschäftsführer der grünen Bundestagsfraktion gewählt. Er hatte dieses Amt seit 1991 insgesamt 20 Jahre inne.
Von März 2011 bis März 2017 war Lukas Beckmann Vorstand der GLS Treuhand e. V. und der GLS Bank Stiftung. Seither ist er freiberuflich und ehrenamtlich beratend tätig – insbesondere für Genossenschaften, Vereine und Stiftungen. Seit 2017 ist er Kuratoriumsmitglied und Aufsichtsratsvorsitzender von CORRECTIV Recherchen für die Gesellschaft gGmbH.
Zusammen mit dem Grünen-Politiker Wolfgang Wieland trat er 2018 aus Protest aus dem Förderverein der Stasi-Gedenkstätte Berlin-Hohenschönhausen aus, den beide mitgegründet hatten. Grund dafür war ein neu gewähltes Mitglied im Vorstand der Stiftung, dem sie Nähe zur AfD vorwarfen.
Beckmann ist verheiratet und hat zwei Kinder.